# Aula do Comércio

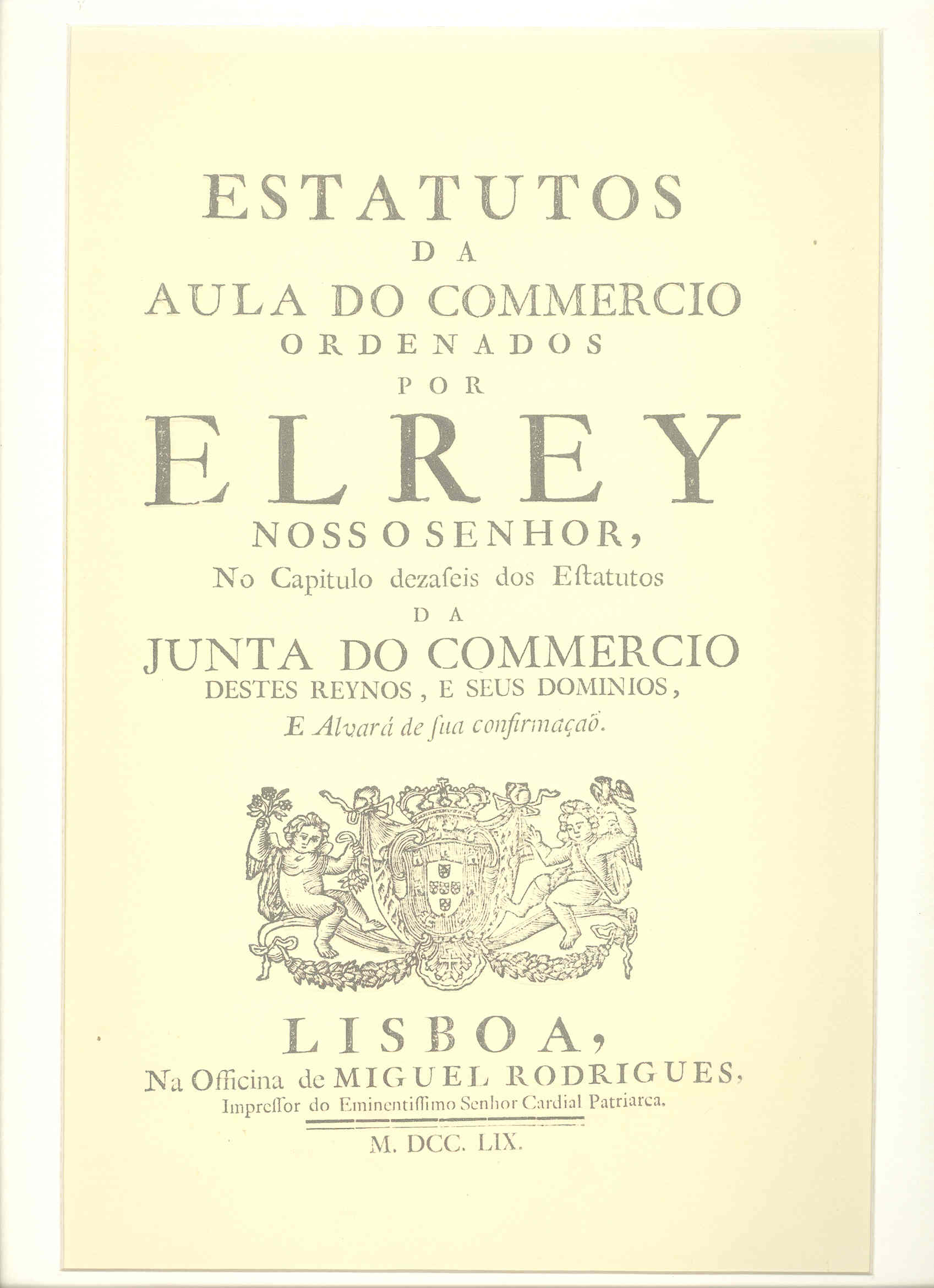
Capa dos estatutos da Aula do Comércio

A Aula do Comércio foi uma escola portuguesa.

## História
Foi fundada em 1759, em Lisboa, sob o reinado de José I de Portugal, no contexto das reformas empreendidas pelo seu primeiro-ministro, Sebastião José de Carvalho e Melo, marquês de Pombal após a expulsão da Ordem Jesuíta de Portugal por ele encetada, com o objetivo particular de corrigir os saberes deficientes dos mercadores portugueses.
Constitui-se no primeiro estabelecimento de ensino europeu de verdadeira matriz técnica. Nele eram leccionadas disciplinas de carácter prático, de que é exemplo a contabilidade.
O curso tinha a duração de três anos, e nele se estudavam Aritmética, pesos e medidas internacionais, câmbios, seguros ou escrituração comercial.